# Мале Пулково
Мале Пулково (пол. Małe Pułkowo) — село в Польщі, у гміні Дембова-Лонка Вомбжезького повіту Куявсько-Поморського воєводства.
Населення — 296 осіб (2011).
У 1975-1998 роках село належало до Торунського воєводства.

## Демографія
Демографічна структура станом на 31 березня 2011 року:
|          | Загалом | Допрацездатний вік | Працездатний вік | Постпрацездатний вік |
| -------- | ------- | ------------------ | ---------------- | -------------------- |
| Чоловіки | 150     | 35                 | 103              | 12                   |
| Жінки    | 146     | 30                 | 77               | 39                   |
| Разом    | 296     | 65                 | 180              | 51                   |